# Neu Silmersdorf
Neu Silmersdorf ist ein bewohnter Gemeindeteil von Triglitz des Amtes Putlitz-Berge im Landkreis Prignitz in Brandenburg.

## Geografie
Der Ort liegt acht Kilometer nordnordöstlich von Triglitz und acht Kilometer nordöstlich von Putlitz. Die Nachbarorte sind Stepenitz im Norden, Krempendorf und Frehne im Nordosten, Grabow und Buckow im Südosten, Silmersdorf im Südwesten, Weitgendorf im Westen sowie Telschow im Nordwesten.